# Totnansberg
Der Totnansberg, gelegentlich auch Totmannsberg genannt, ist der höchste Berg der Schwarzen Berge, einer Untereinheit der Rhön.

## Geographie
Der Totnansberg ist eine flache Kuppe. Nach Norden und Süden läuft der Berg flach bis zum Schwarzenberg bzw. zum Erlenberg aus. Nach Westen wird die Bergflanke durch das Tal des Mittelbaches geformt. Nach Osten fällt der Berg am steilsten ab. Der Hang flacht wesentlich erst bei Gefäll ab, das auf 374 m ü. NHN liegt.
Die Geologie gleicht der der Schwarzen Berge: Basis bilden Rottone und -mergel, darüber ist Gestein des Unteren Muschelkalkes. Die Gipfel bestehen zumeist aus Basalt. Zumeist liegt über dem Gestein eine Schicht aus Lehmerde.

## Nutzung
Der Berg liegt im "Naturschutzgebiet Schwarze Berge", dem zweitgrößten Bayerns außerhalb der Alpen, das 1993 eingerichtet wurde, um der Aufforstung durch Nadelwald entgegenzuwirken.
Am Östlichen Hang liegt der Jugendzeltplatz Totnansberg des Landkreises Bad Kissingen, welcher Kapazität für 80 Personen hat. Auf dem Berg befindet sich auch ein Mobilfunkmast.

## Sagen und Legenden
Der Legende nach soll der Berg nach Totnan, dem Gefährten Kilians benannt worden sein.
Der Name Totmannsberg soll der Sage nach davon herrühren, dass ein Mann sich bei einem starken Schneesturm sich in die Schwarzen Berge verirrt hat. Da er keinen Unterschlupf fand, kauerte er sich an einen Busch. Die Suche nach dem Mann tags darauf verlief erfolglos. Erst im Frühjahr fand man den leblosen Körper in einem hohen Baum auf dem Berg hängen. Seitdem heißt der Berg Totmannsberg.